# Розмах (статистика)
Розмах (англ. range) — в статистиці різниця між найбільшим та найменшим із сукупності числових значень.
Розмах є однією з найпростіших мір розсіяння (розкиду) набору числових значень. Дає інформацію про ширину інтервалу, в якому зосереджений весь набір числових даних, геометрично — ширина відрізка, в якому розташовуються всі значення.
Простота розрахунку, наочність та інтуїтивна зрозумілість цієї характеристики розсіяння значень є очевидною перевагою перед такими мірами розсіяння як дисперсія та середнє квадратичне відхилення (стандартне відхилення). Істотним недоліком розмаху є те, що він не містить інформацію про характер розподілу результатів в інтервалі розсіяння та не стійкий до викидів, що певною мірою обмежує його використання.

## Математичний опис
Математично розмах вибірки
{\displaystyle R=x_{max}-x_{min}},
де {\displaystyle x_{max},x_{min}}- відповідно максимальне та мінімальне значення із вибірки.

### Розподіл ймовірностей
Оскільки розмах розраховується через крайні значення вибірки, які є випадковими величинами, він, як і будь-яка інша статистична характеристика, є випадковою величиною. Нехай {\displaystyle x_{1},\ldots ,x_{n}} — ряд значень вибірки з функцією розподілу {\displaystyle F(x)} та щільністю ймовірностей {\displaystyle f(x)}. В цьому випадку розмах {\displaystyle R_{n}} описується функцією розподілу:
{\displaystyle G{\bigl (}\omega {\bigr )}=P\{R_{n}\leq \omega \}=n\int _{-\infty }^{\infty }[F(\omega +x)-F(x)]^{n-1}f(x)\,\mathrm {d} x}.

### Розмах та середнє квадратичне відхилення
Якщо значення вибірки розподілені за нормальним законом, то математичне сподівання розмаху
{\displaystyle E{\bigl (}R{\bigr )}=\alpha _{n}\cdot \sigma },
де {\displaystyle \sigma } — середнє квадратичне відхилення,
{\displaystyle \alpha _{n}} — деяка функція обсягу вибірки {\displaystyle n}, яка табульована.
Таблиця. Граничні значення коефіцієнту {\displaystyle \alpha _{n}} в залежності від обсягу вибірки {\displaystyle n} для ймовірності 0,95.
| {\displaystyle n}           | 2    | 3    | 4    | 5    | 6    | 7    | 8    | 9    | 10   |
| --------------------------- | ---- | ---- | ---- | ---- | ---- | ---- | ---- | ---- | ---- |
| {\displaystyle \alpha _{n}} | 2,77 | 3,31 | 3,63 | 3,86 | 4,03 | 4,17 | 4,29 | 4,39 | 4,47 |

Отже, {\displaystyle E\left(R/\alpha _{n}\right)=\sigma }, що демонструє незміщеність оцінки {\displaystyle R/\alpha _{n}}. За невеликих значень {\displaystyle n} ({\displaystyle n<10}) ця оцінка параметра {\displaystyle \sigma } має значну ефективність, однак за великих {\displaystyle n} вона мало ефективна в порівнянні зі статистичною оцінкою середнього квадратичного відхилення {\displaystyle S} ({\displaystyle S={\sqrt {{\frac {1}{n-1}}\sum _{i=1}^{n}\left(x_{i}-{\bar {x}}\right)^{2}}}}).

## Практичне значення
Залежність {\displaystyle \sigma \approx R/\alpha _{n}} використовується для отримання незміщеної оцінки середнього квадратичного відхилення у випадку малих вибірок в метрології, під час статистичного контролю якості на виробництві, статистичного керування процесами тощо.
Під час контролю технологічних процесів та контролю стабільності процесів вимірювання в лабораторіях широко використовуються як один із найекономічніших типів контрольних карт Шухарта контрольні карти розмахів.
Завдяки простоті розрахунку, наочності та зрозумілості розмах як міра розсіяння також широко використовується в описовій статистиці.